# هتل کالیفرنیا (آلبوم ایگلز)
«هتل کالیفرنیا» یک آلبوم از ایگلز است که در سال ۱۹۷۶ میلادی منتشر شد.